# 小行星9273
小行星9273（9273 Schloerb）是一颗围绕太阳公转的小行星。1979年8月22日，克拉斯-英格瓦·拉格爾科維斯特在拉西拉天文台发现了此天体。
这颗小行星的绝对星等为62.31965310930638等。